# Candé-sur-Beuvron
Candé-sur-Beuvron é uma comuna francesa na região administrativa do Centro, no departamento Loir-et-Cher. Estende-se por uma área de 15,53 km². Em 2010 a comuna tinha 1 525 habitantes (densidade: 98,2 hab./km²).